# Dobrina (distrikt)
Dobrina (bulgariska: Добрина) är ett distrikt i Bulgarien.   Det ligger i kommunen Obsjtina Provadija och regionen Oblast Varna, i den östra delen av landet, 300 km öster om huvudstaden Sofia.
Trakten runt Dobrina består till största delen av jordbruksmark. Runt Dobrina är det ganska glesbefolkat, med 45 invånare per kvadratkilometer.